# Hugi (Zeitschrift)
Hugi ist eines der langlebigsten Demoszene-, Computerkultur- und Underground-Disketten-Magazine (kurz Diskmag) für den IBM-PC und eines der über die Demoszene hinaus bekanntesten des Genres.

## Geschichte
Die ersten, noch rein deutschsprachigen Ausgaben erschienen 1996 in Anlehnung an die Buchhandlung Hugendubel unter dem Namen „Hugendubelexpress“ (HDE). Später wurde die von den Lesern selbst geprägte Kurzform „Hugi“ als offizielle Bezeichnung übernommen. Ab Ausgabe 11 erschien das Magazin zweisprachig in Deutsch und Englisch. Mit Ausgabe 18 wurde der deutschsprachige Teil abgespalten und der unabhängige Hugi.GER entstand. Zusätzlich gab es zwischen 1998 und 2000 den wöchentlichen Hugi Newsletter, der die Reihe früherer Formate wie zum Beispiel Demonews inoffiziell fortführte.
Inhaltlich entwickelte sich der Hugi vom Stil einer Schülerzeitung zu einem der erfolgreichsten und langlebigsten digitalen Demoszene- und Underground-Magazine. Die Inhalte werden zum größten Teil von den Lesern beigesteuert und lediglich redaktionell aufbereitet. Thematisch umfassen die Artikel alle Bereiche der digitalen Kunst und Netzkunst. Schwerpunkte sind die Programmierung und Rezension von Grafikdemos, Berichte von Demopartys und die Erstellung von Computermusik. Daneben werden politische, literarische und philosophische Themen behandelt, so gibt es beispielsweise Zeitschriften-Splitter, Kurzgeschichten, Erfahrungsberichte und Tests anderer elektronischer Magazine.

## Ausgaben
Bis Juni 2014 erschienen in unregelmäßigen Abständen 38 Hauptausgaben, 17 davon ganz oder teilweise in deutscher Sprache. Zwölf Ausgaben wurden auch ins Russische übersetzt. Der Umfang der Ausgaben wird in Byte angegeben; durchschnittlich war etwa 1 Megabyte Text enthalten. Daneben wurden sieben Ausgaben des deutschsprachigen Ablegers Hugi.GER, 38 Newsletter und vier Spezialausgaben mit den Schwerpunkten Programmierung, Musik und Interviews veröffentlicht. Die Ausgaben 11 bis 38 und die Spezialausgaben wurden in online im Webbrowser lesbarer Form republiziert.
Man kann die 38 Hauptausgaben von Hugi grob in vier Perioden einteilen, wobei jeweils zehn Ausgaben die ersten drei Perioden bilden und die übrigen acht Ausgaben die vierte Periode:
1. Erste Periode (1996–1998): Die Frühphase, in der Hugi auf Deutsch erschien und sich von einer „Schülerzeitung auf Diskette“ zu einem etwas ernsthafteren Magazin – hauptsächlich über Computerthemen – entwickelte.
2. Zweite Periode (1998–2000): Die Blütezeit, in der Hugi versuchte, die Lücke zu füllen, die das Diskmag Imphobia (1992–1996) hinterlassen hatte. Hugi erschien ab dieser Periode in englischer Sprache und konzentrierte sich inhaltlich auf die Demoszene.
3. Dritte Periode (2000–2005): Der Niedergang. Durch die zunehmende Verbreitung von Breitband-Internetanschlüssen und web-basierten Demoszene-Foren wie Pouët verloren Diskmags in dieser Zeit allmählich an Bedeutung. Hinzu kam, dass der Hauptherausgeber von Hugi, Adok, durch sein Studium bedingt andere Prioritäten hatte.
4. Vierte Periode (2005–2014): Die Spätphase, in der (ab Ausgabe 32) Mitherausgeber Magic die inhaltliche Gestaltung übernahm, während Adok sich auf Gestaltung (Layout) und Fehlerkorrektur beschränkte. In dieser Zeit entstanden wieder einige sehr schöne Ausgaben, die bei den Lesern gut ankamen.

Derzeit (Stand: August 2017) sind bis auf weiteres keine neuen Ausgaben mehr geplant.

## Bedeutung
- Hugi war eines der ersten Diskmags, das als Windows-Version erschienen ist (Ausgabe 12 vom September 1998). Sechs Ausgaben lang war es gleichzeitig ein DOS- und ein Windows-Diskmag (Ausgaben 12 bis 17 vom September 1998 bis August 1999). Beide Tatsachen waren damals sehr bemerkenswert und führten in der dem Windows-Betriebssystem gegenüber kritisch eingestellten Demoszene zu vielen Diskussionen.
- Hugi wurde meist stärker als andere Diskmags diskutiert, weil es die „Underground“-Demoszene auch Neulingen nahebrachte. Dies war beabsichtigt, da keine „Szene“ ohne Neuzugänge leben kann.
- Hugi war ein wichtiges Medium für Hobby-Softwareentwickler, weil es auch schon vor der allgemeinen Verbreitung des Internets den Austausch über Algorithmen, Grafikeffekte usw. förderte.
- Hugi war eines der bestaussehenden und gleichzeitig benutzerfreundlichsten Diskmags. Mehrere (in der Demoszene) bekannte Künstler zeichneten Bilder und Oberflächen-Grafiken für das Magazin.

## Autoren
Der Hauptherausgeber von Hugi, der Österreicher Claus D. Volko, ist in der Demoszene unter dem Pseudonym „Adok“ bekannt. Die Hugi-Redaktion wird in „Hugi Core“ (aktive Mitglieder) und „Royal Family“ (Ehrenmitglieder) unterteilt. Viele weitere Personen tragen zu Hugi bei, ohne der Redaktion anzugehören.
Die seit Ausgabe 18 vom Dezember 1999 genutzte Panorama-Engine wurde vom polnischen Programmierer Chris Dragan für das Magazin geschaffen. Die Engine bildet die Basis für zahlreiche andere elektronische Magazine außerhalb der Demoszene.

## Hugi Size Coding Competition
Die Hugi-Redaktion organisierte auch eine Serie von Assembler-Programmierungs- und Größenoptimierungs-Wettbewerben namens Hugi Size Coding Competition. Das Ziel der Wettbewerbe war, ein vorgegebenes Programm in möglichst wenigen Bytes nachzubilden. Dabei entstanden ausführbare Dateien von meist weit unter einem Kilobyte Größe. Von 1998 bis 2009 wurden 29 Wettbewerbe abgehalten. Üblicherweise nahmen 20 bis 80 Personen aus aller Welt (unter anderem Nordamerika, Ostasien, Südafrika, Australien) daran teil. Nach jedem Wettbewerb wurden die Einsendungen mit ihren Quelltexten veröffentlicht. In einer anschließenden Diskussion konnte die Gültigkeit einzelner Beiträge angezweifelt werden. Wurde einem solchen Einwand stattgegeben, so erhielt der Autor Strafpunkte. Einmal im Jahr wurde eine „Weltrangliste“ mit den Gesamtpunktzahlen generiert, welche die Teilnehmer in den einzelnen Bewerben erreicht hatten.